# CAPES d'allemand
Le CAPES d'allemand est organisé pour recruter les professeurs certifiés enseignant l'allemand dans les établissements scolaires du second degré (collèges et lycées) français.
Les enseignants titulaires de ce certificat sont des fonctionnaires de l'État, et sont soumis au statut général de la fonction publique et au statut particulier du corps des professeurs certifiés.

## Concours externe
Le programme du CAPES d'allemand est le programme des collèges et des lycées.

### Épreuves d’admissibilité
| Épreuve | Durée | Coefficient |
| 1. Composition en allemand | 5h    | 2           |
| 2. Épreuve de traduction comportant deux parties Partie A : Version et commentaire d'un texte allemand Partie B : Thème et commentaire d'un texte français | 5h    | 2           |

### Épreuves d’admission
| Épreuve | Préparation | Durée                                                                              | Coefficient |
| 1. Leçon portant sur les programmes des classes de collège et de lycée Partie A : Explication d'un texte allemand par tirage au sort Partie B : Proposition de pistes d'exploitation didactiques et pédagogiques de ce texte | 3h          | 1h explication A : 0h20 entretien A : 0h10 explication B : 0h20 entretien B : 0h10 | 3           |
| 2. Épreuve sur dossier1 comportant deux parties Partie A : Épreuve sur dossier Partie B : Interrogation portant sur la compétence "Agir en fonctionnaire de l'État et de façon éthique et responsable"                       | 2h          | 1h explication A : 0h30 explication B : 0h30                                       | 4           |

1. Cette épreuve comporte un exposé suivi d’un entretien avec les membres du jury. Elle prend appui sur des documents proposés par le jury. Elle permet au candidat de démontrer :

- qu’il connaît les contenus d’enseignement et les programmes de la discipline au collège et au lycée ;

- qu’il a réfléchi aux finalités et à l’évolution de la discipline ainsi que sur les relations de celle-ci aux autres disciplines ;

- qu’il a réfléchi à la dimension civique de tout enseignement et plus particulièrement de celui de la discipline dans laquelle il souhaite exercer ;

- qu’il a des aptitudes à l’expression orale, à l’analyse, à la synthèse et à la communication ;

- qu’il peut faire état de connaissances élémentaires sur l’organisation d’un établissement scolaire du second degré. 

## Concours interne
Le programme des épreuves est celui des lycées d'enseignement général et technologique et des collèges.

### Épreuve d’admissibilité
| Épreuve                                                                 | Durée | Coefficient |
| 1. Épreuve de reconnaissance des acquis de l'expérience professionnelle | 6h    | 1           |

### Épreuve d’admission
| Épreuve                                                             | Préparation | Durée                               | Coefficient |
| 1. Épreuve professionnelle : Analyse d’une situation d’enseignement | 2h          | 0h55 exposé : 0h30 entretien : 0h25 | 2           |